# Underjorden
Underjorden är allt som finns under markytan. Det används ofta i samband med grottor, gruvbrytning och mytologiska berättelser. Ibland ses underjorden som en synonym till dödsriket.

## Naturformationer i underjorden
Se grotta och jordskorpan.

## Mänsklig verksamhet i underjorden

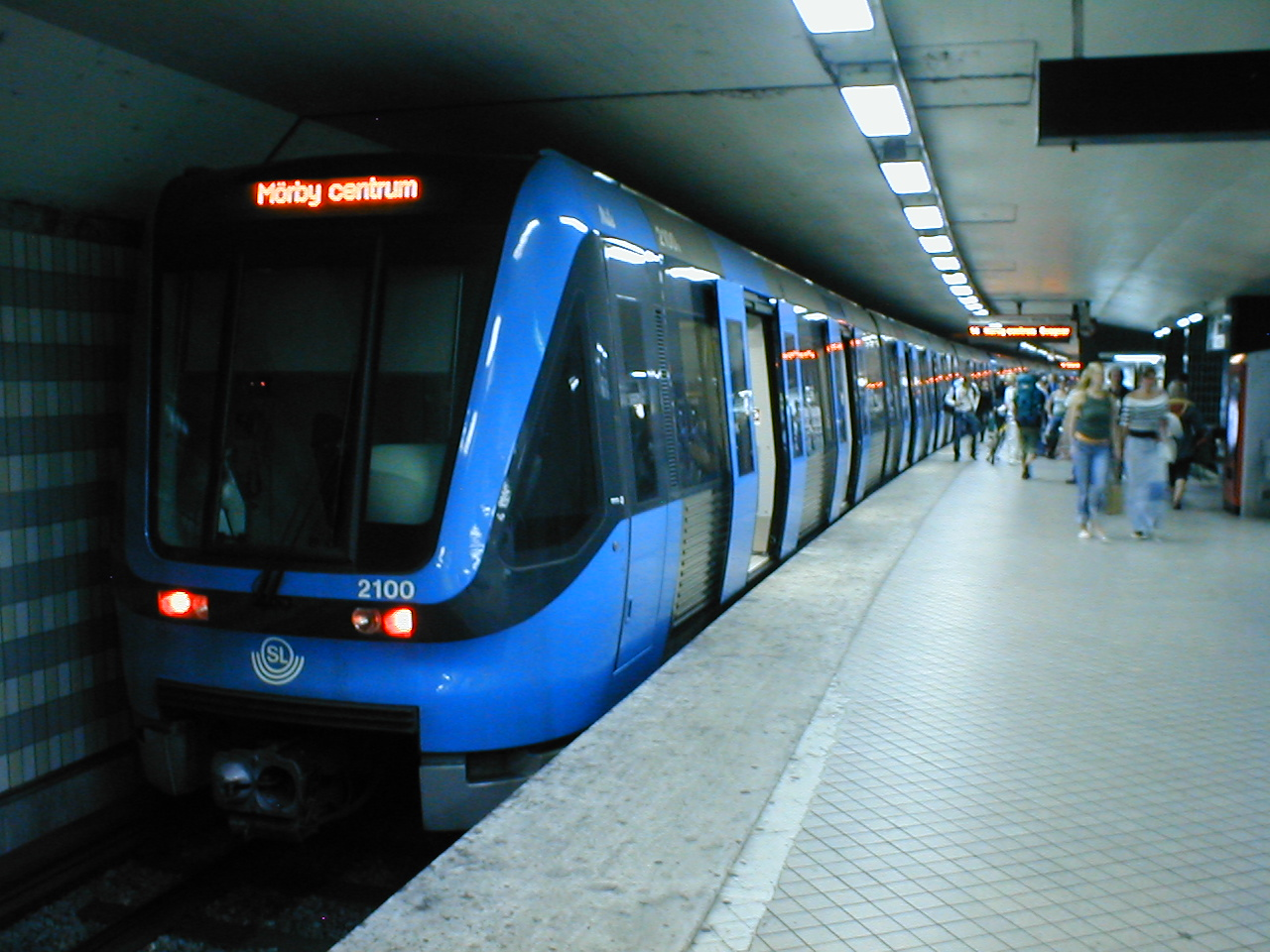
Stockholms tunnelbana

Människor har byggt tunnlar genom underjorden.

## Underjorden i religion
I många religioner tänker man sig att dödsriket är beläget i underjorden.

## Källhänvisningar
1. ↑  "underjord". NE.se. Läst 27 oktober 2014.